# Distrikt Chancay (Huaral)
Der Distrikt Chancay ist einer von 12 Distrikten der Provinz Huaral in der Region Lima in Peru. Auf einer Fläche von 150,11 km² Fläche lebten beim Zensus 2017 56.920 Menschen. Im Jahr 1993 lag die Einwohnerzahl bei 32.784, im Jahr 2007 bei 49.932. Verwaltungssitz ist die Küstenstadt Chancay.

## Geographische Lage
Der Distrikt erstreckt sich entlang einem 25 km langen Küstenabschnitt des Pazifischen Ozeans nördlich der Flussmündung des Río Chancay. Im Nordwesten grenzt der Distrikt an den Distrikt Huacho (Provinz Huaura), im Nordosten und Osten an den Distrikt Huaral sowie im Süden an den Distrikt Aucallama.